# Anselmo Raguileo
Anselmo Raguileo Lincopil (Saltapura, Nueva Imperial, 3 de mayo de 1922 - 29 de febrero de 1992) fue un lingüista, investigador y poeta mapuche, conocido por desarrollar un sistema de escritura para la lengua mapuche o mapudungun, llamado «Grafemario mapuche» o «Alfabeto Raguileo».

## Biografía
Anselmo Raguileo nació el 3 de mayo de 1922 en la comunidad Saltapura, ubicada 16 kilómetros al sureste de Nueva Imperial, IX Región. Sus estudios primarios los realizó en la misión de Boroa y posteriormente en la Escuela Misional de Padre Las Casas. Realizó sus estudios secundarios en la Escuela Industrial de Temuco, graduándose como técnico de oficio en metalurgia.
Posteriormente, se trasladó a Santiago para estudiar Química en la Escuela de Artes y Oficios. Se graduó como técnico químico en 1944. Entre 1952 y 1956, estudió lingüística y trabajó como profesor de lengua y cultura mapuches en el Instituto Pedagógico de la Universidad de Chile. 
En 1973 se tituló como ingeniero de ejecución en química en la Universidad Técnica del Estado. Tras el golpe militar, fue perseguido y exonerado de su trabajo en Ferrocarriles del Estado. 
En 1980, volvió a Temuco, donde trabajó en el Centro Asesor Planificación y Desarrollo (CAPIDE). En esta institución, realizó investigaciones en comunidades mapuches de Malleco, Lumaco (Lonkoyán), Lautaro, Nueva Imperial, Osorno (San Juan de la Costa), Concepción y Panguipulli.

## Grafemario mapuche
En 1982, publicó la creación del Grafemario mapuche, un sistema de escritura para el mapudungun. El alfabeto se caracteriza por la representación de los sonidos del mapudungun por una sola letra. Por ejemplo, la palabra mapuche, en alfabeto Ranguileo se escribe mapuce. En este caso, el sonido postalveolar africado sordo /t͡ʃ/, representado en español y otros alfabetos mapuche con el grupo consonántico o dígrafo ch, en el alfabeto Raguileo se representa con la letra c.